# Stanțiine, Luhînî
Stanțiine (în ucraineană Станційне) este un sat în așezarea urbană Luhînî din raionul Luhînî, regiunea Jîtomîr, Ucraina.

## Demografie
Componența lingvistică a localității Stanțiine
     Ucraineană (98,44%)
     Rusă (1,36%)
Conform recensământului din 2001, majoritatea populației localității Stanțiine era vorbitoare de ucraineană (98,44%), existând în minoritate și vorbitori de rusă (1,36%).